# Hjælp, jeg er en fisk
Hjælp, jeg er en fisk (prt: Socorro, Sou Um Peixe; bra: Mamãe, Virei um Peixe) é um filme animação infantil produzido pela empresa dinamarquesa A.Film A/S e dirigido por Stefan Fjeldmark e Michael Hegner. Na versão brasileira a voz de Stella foi dublada por Jackeline Petkovic. A sua estreia em Portugal ocorreu a 28 de Fevereiro de 2003.

## Sinopse
Ao ir a uma pescaria, três crianças (Fly, Stella e Chuck), encontram o laboratório do Prof. MacKrill (Terry Jones), ele está desenvolvendo uma fórmula que transforma os humanos em peixe, sem querer Stella toma esta poção e é transformada em uma estrela do mar, onde ela encontra um cavalo-marinho fêmea chamada Stella. Fly e Chuck tentando salvá-la, também tomam a poção, Fly se transforma em um peixe-voador e Chuck em uma água-viva, respectivamente. Unidos os amigos vão para o fundo do mar, só que eles têm apenas 48 horas para encontrar Stella e salvá-la, e assim todos tomarem o antídoto e voltarem à condição humana, mais porém um tubarão-branco & um diabólico peixe-piloto, chamado Joe (Alan Rickman) encontra o antídoto, monta um exército de caranguejos e planeja tornar-se humano. Deste modo começa a aventura.